# 東邦音楽大学附属東邦中学校・高等学校
東邦音楽大学附属東邦中学校・高等学校（とうほうおんがくだいがくふぞく とうほうちゅうがっこう・こうとうがっこう）は東京都文京区大塚四丁目の東邦音楽大学文京キャンパス内に所在し、中高一貫教育を提供する私立中学校・高等学校。高等学校において、中学校から入学した内部進学の生徒と高等学校から入学した外部進学の生徒との間で、第1学年から混合してクラスを編成する併設型中高一貫校。東邦音楽大学の附属学校である。音楽科を設置。設置者は学校法人三室戸学園。（名家三室戸家を参照）

## 概要
- ピアノ専攻、管弦打楽器専攻、声楽専攻、作曲専攻[2]で構成されている。
- ピアノ専攻、管弦打楽器専攻、作曲専攻は週1回(50分)の副科声楽の授業がある。
- ピアノ専攻、声楽専攻は週1回(20分)の副科管弦を希望で履修できる。
- 管弦打楽器専攻、声楽専攻、作曲専攻は、週1回(20分〜30分)の副科ピアノを履修しなければならない。副科ピアノは専門実技と同様に、個人レッスン制である。
- 高等学校生のほとんどが、東邦音楽大学、東邦音楽短期大学に進学している。
- 中学校卒業時点で他の大学附属(音楽科)などに進学する生徒も少数いる。
- 「ユネスコパートナーシップ事業『ユネスコ平和芸術家 城之内ミサ 世界遺産トーチランコンサート』」に合唱団として出演している。
- 高等学校3年に、大学でのウィーン研修に向けたドイツ語の授業が週1回(90分)ある。

## 学校生活
- 委員会は生徒会のみ設置している。[要出典]
- 高等学校1年から視奏・視唱(ソルフェージュ)と聴音は、2段階の習熟度別授業。毎回の試験ごとに成績でクラス替えをする。音楽理論、音楽史、演奏法(唱歌)、合唱、器楽など、専門教科は多彩。[要出典]

## 入試形態
入試倍率はここ数年間非公開(募集人員を除く)。また合格基準なども非公開な為、何を基準としているかは明確ではない。
- 中学校入試
  - 一般(2月上旬頃)：募集 40名程度
  - 帰国子女[3](随時・要相談)：募集 若干名
  - 編入・転入(要相談)：募集 未定
- 高等学校入試
  - 推薦(1月下旬頃)：募集 60名中50%
  - 一般(2月中旬頃)：募集 60名
  - 帰国子女[3](随時・要相談)：募集 若干名
  - 編入・転入[4](要相談)：募集 未定

## 沿革
- 1934年（昭和9年）11月 - 「東京高等音楽学院（国立音楽大学の前身）」院長であった三室戸敬光が、JR大塚駅前(豊島区西巣鴨2丁目2071番地)に「東京高等音楽学院大塚分教場」を開設
- 1938年（昭和13年）2月 - 三室戸為光が「東京高等音楽学院大塚分教場」を継承。校名を「東邦音楽学校」と改称し、全国唯一の昼夜2部制の音楽学校を発足。三室戸為光が初代校長に就任
- 1939年（昭和14年）
  - 3月 - 大塚の現在地へ移転
  - 4月 - 東邦商業女学校を併設
- 1940年（昭和15年）8月 - 東邦商業女学校を東邦女学校として設置認可
- 1946年（昭和21年）7月 - 財団法人三室戸学園設立
- 1947年（昭和22年）
  - 2月 - 東邦女学校が5年制の東邦高等女学校として設置認可
  - 3月 - 東邦中学校（男女共学）設置認可
  - 4月 - 東邦中学校開校
- 1948年（昭和23年）
  - 3月 - 東邦高等女学校を東邦高等学校（男女共学）設置認可
  - 4月 - 東邦高等学校開校。普通科および音楽科（全国初）を開設
- 1951年（昭和26年）2月 - 財団法人三室戸学園を学校法人三室戸学園に組織変更
- 1997年（平成9年）4月 - 東邦中学校・東邦高等学校の校舎（8号館）竣工
- 2001年（平成13年）4月 - 東邦中学校・東邦高等学校の校名を東邦音楽大学附属東邦中学校・東邦音楽大学附属東邦高等学校と改称
- 2024年（令和6年）- 文京キャンパスの閉鎖がホームページで公開され、併せて東邦中学校・東邦高等学校の新入生の募集の停止が発表された[5]。

## 交通
- 東京メトロ丸ノ内線新大塚駅より、徒歩3分
- 東京メトロ有楽町線護国寺駅より、徒歩8分
- 都電荒川線大塚駅前より
  - 徒歩10分
  - 都営バス都02系統（グリーンライナー）「大塚四丁目」下車、徒歩1分

## 主な出身者
- 新井見枝香 - 書店員、エッセイスト、踊り子
- 大塚洸顧 - 女優
- 桐山和久 - 声優、歌手、作家
- 城之内ミサ - 東邦音楽短期大学特任教授、東邦音楽大学パフォーマンス総合芸術文化専攻主任特任教授、UNESCO平和芸術家、作曲家、シンガーソングライター
- 中本マリ - ジャズ歌手
- 難波研 - 東邦音楽大学音楽創造専攻非常勤講師、作曲家
- 三輝みきこ - 女優
- 水沢有美 - 歌手、女優
- 武藤直美 - 東邦音楽大学声楽専攻准教授、声楽家、メゾソプラノ歌手
- 森岡賢 - ミュージシャン（2016年6月3日死没）
- 山崎育三郎 - 俳優、ミュージカル俳優、歌手
- 夢華あやり - 元・宝塚歌劇団（88期生）雪組 / 娘

※50音順

## 学校関係者一覧
- 田渕大次郎 - 作曲家（東邦音楽大学附属東邦中学校非常勤講師）
- 荻久保和明 - 作曲家（東邦音楽大学附属東邦高等学校講師、東邦音楽大学音楽創造専攻特任教授）

## 参照
東邦音楽大学蔵書より